# Новиков-Ланской, Андрей Анатольевич
Андре́й Анато́льевич Но́виков-Ланско́й (род. 5 декабря 1974 года, Москва) — российский писатель, публицист, художник, педагог, автор исследований в области культурной антропологии.
Главный редактор журнала «Охраняется государством». Президент Международного Пушкинского клуба.
Член международного ПЕН-клуба. Член Союза журналистов России. Член международного общества современного искусства Contemporary Art Society.

## Биография
Родился в московской литературной семье. Окончил школу № 721, где учился в одном классе со Станиславом Маркеловым. В 1997 году Новиков-Ланской окончил филологический факультет МГУ имени Ломоносова, в 2000 году — аспирантуру того же факультета. Кандидатская и докторская диссертации посвящены творчеству Иосифа Бродского.
Автор нескольких книг поэзии, художественной и документальной прозы. Повесть-притча «Кто против нас?» (2003) посвящена мистической стороне Сталинградской битвы. Роман «Аристократ» (2007) исследует психологические корни аристократизма, номинация на литературную премию «Национальный бестселлер». Выдержки из романа под названием «Кодекс аристократа» опубликованы отдельным изданием. Книга «Хранители наследия» (2012) рассказывает о потомках аристократических родов русской эмиграции первой волны. В историософском исследовании «Москва в пространстве» (2013) столица России рассматривается в контексте истории формирования пространственно-временных категорий русской культуры. Монография «Поэтология Иосифа Бродского» содержит анализ литературно-критических и эстетических взглядов поэта.
Победитель конкурса эссе журнала «Новый мир», посвященного 125-летию М. А. Булгакова (2016). Член жюри национальных литературных конкурсов и премий «Пушкин и XXI век», «Московский счёт», «Дети пишут Пушкину», «Ломоносовский литературно-исторический конкурс», «Знаем русский».
Проза и поэзия Новикова-Ланского публикуются в таких изданиях, как «Новый мир», «Независимая газета», «Новые Известия», «Миллионер», «Русская мысль» (Франция), «Новый журнал» (США), «Связь времён» (США), «Плавучий мост» (Германия) и других.
Рецензентами произведений Новикова-Ланского являлись Сергей Шаргунов, Наталья Кочеткова, Аркадий Штыпель, Кирилл Решетников, Андрей Ранчин, Ирина Роднянская, Иван Есаулов, Антон Желнов. Кроме того, творчество писателя разбиралось критиками ряда ведущих и специализированных российских изданий, таких как «Известия», «Независимая газета», «Книжное обозрение», «Новый мир», «Знамя», «Перемены».

## Профессиональная деятельность
- Председатель Общественной палаты деятелей культуры и искусства.
- Заведующий кафедрой политической и деловой журналистики РАНХиГС при Президенте РФ.
- Главный редактор журнала «Охраняется государством» (издание Министерства культуры РФ, посвящённое сохранению культурного наследия России).
- Действительный член Королевского общества искусств (Великобритания).
- Член правления Русского ПЕН-центра.
- Член правления Русского Художественного Союза.
- Председатель жюри игрового кино на Международном кинофестивале «Герой и время».
- Художественный руководитель Боголюбовского центра современного искусства в Москве.
- Ректор Академии медиа (2011-2018).
- Заведующий кафедрой истории телевидения и телекритики МГУ имени М. В. Ломоносова (2008-2011).
- Работа на радио: в 2013—2016 годах — автор и ведущий радиостанции «Коммерсантъ FM». Вместе с Андреем Норкиным, а затем с Анатолием Кузичевым в программе «Медиакратия» подводил медийные итоги недели; с 2017 года — автор и ведущий ежедневной программы «Давайте разберёмся» на «Радио Звезда» Вооруженных сил РФ.

## Отзывы и критика
«Стихи Ланского изящны, прозрачны, исполнены благородного обаяния, чуть надменны, но и печальны. Они как бы подёрнуты прохладным туманом, и призраки прохаживаются сквозь этот туман».— Сергей Шаргунов

«Новиков-Ланской стремится к предельно ясным и притом нетривиальным умопостроениям, что, вообще-то, мало кому удаётся».— Аркадий Штыпель

«Из прекрасного далёка взирает поэт на нашу грешную землю и видит там (здесь) исключительно вечные ценности и красоту, пусть иногда и немного тронутую увяданием. Остаётся только пожелать поэту читателя, способного и склонного к такому же поэтическому воспарению».— Анна Голубкова

«Ланской предлагает сразу два решения. Во-первых, традиционализм, что случае с современной литературой означает писать как Фет или Баратынский, предполагая, что они — канон. Во-вторых, эзотерическая спекулятивность, причём основанная на фактическом отождествлении эзотерического и экзистенциального».— Андрей Ашкеров

«У каждого из нас свои способы бегства от действительности. Андрей Ланской бежит в традицию. Там ему уютнее. Он не стилизует, он так живёт. Там».— Дмитрий Бавильский